# Cimetière de Stahnsdorf
Le cimetière Sud-Ouest de Stahnsdorf, (en allemand : Südwestkirchhof Stahnsdorf) ou en forme longue le cimetière Sud-Ouest du synode berlinois à Stahnsdorf (Südwestkirchhof der Berliner Stadtsynode in Stahnsdorf) est un cimetière brandebourgeois situé à Stahnsdorf, aux abords sud-ouest de Berlin en Allemagne. Il a été fondé en 1909 par les paroisses protestantes de l'union synodale berlinoise (Berliner Stadtsynodalverband).
Occupant une superficie totale de 206 hectares, le cimetiére se classe au dixième rang mondial, et il est le deuxième cimetière allemand après le cimetière d'Ohlsdorf à Hambourg.

## Personnalités inhumées
- Georg von Arco (1869-1940), physicien et pacifiste ;
- Lola Artôt de Padilla (1876-1933), soprano ;
- Adolf Bastian (1826-1905), polymathe ;
- Fritz Bley (1853-1931), écrivain ;
- Alfred Böhm-Tettelbach (1878-1962), général ;
- Franz Bracht (1877-1933), homme politique ;
- Rudolf Breitscheid (1874-1944), homme politique socialiste, actif dans la Résistance allemande au nazisme
- Hugo Conwentz (1855-1922), biologiste ;
- Lovis Corinth (1858-1925), artiste peintre ;
- Max de Crinis (1889-1945), psychiatre et neurologue ;
- Erna Denera (1881-1938), chanteuse d'opéra ;
- Inge Deutschkron (1922-2022), journaliste, écrivaine, résistante contre le nazisme ;
- Wilhelm Diegelmann (1861-1934), acteur
- Hugo Distler (1908-1942), organiste et compositeur ;
- Max Donnevert (1872-1936), juriste et homme politique ;
- Richard Eilenberg (1848-1927), compositeur ;
- Albert Eulenburg (1840-1917), médecin neurologue et sexologue ;
- Ernst Ewald (1836-1904), peintre ;
- Kurt Feldt (1887-1970), général ;
- Oskar Fleischer (1856-1933), musicologue et directeur de musée ;
- Max Fleischmann (1872-1943), juriste ;
- Max Friedlaender (1852-1934), chanteur concertiste baryton, éditeur de musique et musicologue ;
- Georg Gothein (1857-1940), homme politique ;
- Joachim Gottschalk (1904-1941), acteur ;
- Wilhelm Groener (1867-1939), militaire et homme d'État ;
- Hanno Günther (1921-1942), communiste allemand résistant contre le nazisme ;
- Erik Jan Hanussen (1889-1933), illusionniste, voyant et hypnotiseur ;
- Hannjo Hasse (1921-1983), acteur ;
- Dieter Thomas Heck (1937-2018), producteur, chanteur et présentateur ;
- Jürgen Holtz (1932-2020), acteur ;
- Engelbert Humperdinck (1854-1921), compositeur ;
- Siegfried Jacobsohn (1881-1926), journaliste et critique de théâtre ;
- Andreas Fedor Jagor (1816-1900), ethnologue, naturaliste et explorateur ;
- Julius Jordan (1877-1945), archéologue et orientaliste ;
- Erich Kaiser-Titz (1875-1928), acteur de cinéma ;
- Oskar Kanehl (1888-1929), écrivain ;
- Willem Kes (1856-1934), chef d'orchestre et violoniste ;
- Alexandre von Kluck (1846-1934), militaire ;
- Emil Krebs (1867-1930), polyglotte ;
- August Karl Krönig (1822-1879), physicien et chimiste ;
- Manfred Krug (1937-2016), acteur, chanteur et écrivain ;
- Wilhelm Kuhnert (1865-1926), peintre et illustrateur ;
- Otto Graf Lambsdorff (1926-2009), avocat, homme d'affaires et homme politique ;
- Gilda Langer (1896-1920), actrice du cinéma muet ;
- Christian Luerssen (1843-1916), botaniste ;
- Adolf Bernhard Marx (1795-1866), musicologue, théoricien de la musique et compositeur ;
- Franz Mauve (1864-1931), officier de marine ;
- August Meitzen (1822-1910), statisticien et économiste ;
- Hans Moldenhauer (1901-1929), joueur de tennis ;
- Friedrich Wilhelm Murnau (1888-1931), réalisateur ;
- Albert Niemann (1831-1917), ténor ;
- Adelsteen Normann (1848-1918), peintre paysagiste ;
- Friedrich Paschen (1865-1947), physicien ;
- Bernhard Plockhorst (1825-1907), peintre ;
- Elisabeth Pungs (1896-1945), résistante au nazisme
- Paul Rehkopf (1872-1949), acteur ;
- Emanuel Reicher (1849-1924), acteur et metteur en scène ;
- Ferdinand von Richthofen (1833-1905), géographe et géologue ;
- Adolf Rohrbach (1889-1939), ingénieur en mécanique ;
- Edmund Rumpler (1872-1940), ingénieur des avions et des automobiles ;
- Arthur Scholtz (1871-1935), homme politique ;
- Eberhard Schrader (1836-1908), exégète et orientaliste ;
- Julius Schulhoff (1825-1899), pianiste et compositeur ;
- Meta Seinemeyer (1895-1929), soprano ;
- Carl Friedrich von Siemens (1872-1941), industriel ;
- Werner von Siemens (1816-1892), inventeur et industriel ;
- Eduard Sonnenburg (1848-1915), médecin et chirurgien ;
- August Stramm (1874-1915), dramaturge et poète ;
- Martin Tuszkay (1884-1940), affichiste et graphiste ;
- Hans Wassmann (1873-1932), acteur ;
- Paul Wiesner (1855-1930), skipper ;
- Friedrich Weißler (1891-1937), résistant au nazisme
- Meta Wolff (1902-1941), actrice ;
- Emmy Wyda (1896-1942), actrice ;
- Heinrich Zille (1858-1929), graphiste, lithographe, peintre, dessinateur et photographe.